# وینسنت ام. فنلی
وینسنت ام. فنلی (انگلیسی: Vincent M. Fennelly؛ ۵ ژوئیه ۱۹۲۰ – ۴ دسامبر ۲۰۰۰) تهیه‌کننده فیلم و تهیه‌کننده تلویزیونی اهل ایالات متحده آمریکا بود.
از فیلم‌هایی که وی در آن‌ها نقش داشته است، می‌توان به تیرانداز، به زور اسلحه و جرم در خیابان‌ها  اشاره نمود.